# Capitoli di Zatch Bell!
Questa è la lista dei capitoli di Zatch Bell!, manga di Makoto Raiku. La storia segue le avventure di un ragazzo chiamato Kiyo Takamine e del suo partner mamodo Zatch Bell, i quali parteciperanno ad un torneo che deciderà chi sarà il sovrano del mondo dei mamodo.
Il manga è stato serializzato dalla Shogakukan sulla rivista settimanale Weekly Shōnen Sunday dal 2001 al 2007. I capitoli sono stati poi raccolti dalla casa editrice in formato tankōbon e pubblicati a partire dal 18 maggio 2001 al 18 marzo 2008. La stessa casa editrice ha poi ripubblicato il manga dal 2011 in un nuovo formato mentre un nuovo capitolo conclusivo è stato pubblicato su Bessatsu Shōnen Magazine.
Dal 1º febbraio 2007 la Play Press ha iniziato a pubblicare in Italia gli albi interrompendosi al quarto volume, uscito il 15 maggio dello stesso anno, lasciando così l'opera incompleta. Il 1º agosto 2025 viene annunciata da Edizioni BD la riedizione italiana del manga, basata sui volumi dell'edizione kanzenban giapponese e in uscita a novembre dello stesso anno sotto l'etichetta J-Pop.

## Volumi 1-10
| Nº | Titolo italiano | Data di prima pubblicazione          | Data di prima pubblicazione                         |
| Nº | Titolo italiano | Giapponese                           | Italiano                                            |
| 1  | Zatch Bell! 1 | 18 maggio 2001 ISBN 4-09-126231-7    | 1º febbraio 2007 (Play Press) novembre 2025 (J-Pop) |
| 1  | Capitoli - 1. Kiyomaro l'eroe (清麿、正義の味方?, Kiyomaro, seigi no mikata) - 2. Il libro illeggibile (読めない本?, Yomenai hon) - 3. Fulmini dal cuore (心の電撃?, Kokoro dengeki) - 4. Kiyomaro popolare (清麿、人気者?, Kiyomaro, ninkimono) - 5. Arma o umano?! (道具か人間か!??, Dōgu ka ningen ka!?) - 6. La carta vincente di Kiyomaro (清麿の切り札?, Kiyomaro no kirifuda) - 7. La prima battaglia (初ゲンカ?, Hatsu genka) - 8. Qualificazione per un re (王への資格?, Ō e no shikaku) |                                      |                                                     |
| 2  | Zatch Bell! 2 | 18 settembre 2001 ISBN 4-09-126232-5 | 6 marzo 2007 (Play Press) novembre 2025 (J-Pop)     |
| 2  | Capitoli - 9. Il mio turno (オレの番?, Ore no ban) - 10. Una lotta con il destino (運命との戦い?, Unmei to notatakai) - 11. Kiyomaro: ospedalizzato! (清麿の入院?, Kiyomaro no nyūin) - 12. Dov'è il libro? (本はどこに!??, Hon wa dokoni!?) - 13. Bersagli in movimento (動く標的?, Ugoku hyōteki) - 14. Proteggendo il cuore (守る心?, Mamoru kokoro) - 15. Limite al potere (力の限界?, Chikara no genkai) - 16. Una vera famiglia (本当の家族?, Hontō no kazoku) - 17. Lacrime di demone (魔物の涙?, Mamono no namida) - 18. Un re gentile (やさしい王様?, Yasashii ōsama)                                                                                   |                                      |                                                     |
| 3  | Zatch Bell! 3 | 18 novembre 2001 ISBN 4-09-126233-3  | 6 maggio 2007 (Play Press)                          |
| 3  | Capitoli - 19. Il terzo incantesimo (第三の呪文?, Daisan no jumon) - 20. La speranza è l'ultima a morire (計算外の希望?, Keisan-gai no kibō) - 21. Il curry dell'amicizia (友情のカレー?, Yūjō no karē) - 22. Sarebbe una lotta inutile (ムダな争い?, Mudana arasoi) - 23. Il desiderio di mami (ママの願い?, Mama no negai) - 24. Una forma potente (強き姿?, Tsuyoki sugata) - 25. La mia volontà (僕の意志?, Boku no ishi) - 26. Il Kiyomaro cortese (やさしい清麿?, Yasashii kiyomaro) - 27. L'eroe invincibile (無敵の英雄?, Muteki no eiyū) - 28. Un avversario battibile (勝てる相手?, Kateru aite)                                                       |                                      |                                                     |
| 4  | Zatch Bell! 4 | 18 febbraio 2002 ISBN 4-09-126234-1  | 15 maggio 2007 (Play Press)                         |
| 4  | Capitoli - 29. La sfida della statua (石像の挑戦状?, Sekizō no chōsenjō) - 30. Il mistero del colpo invulnerabile (不死身の謎?, Fujimi no nazo) - 31. Messaggio finale (最後の伝言?, Saigo no dengon) - 32. I segreti di Gash (ガッシュの秘密?, Gasshu no himitsu) - 33. Sentimenti materni (母の思い?, Haha no omoi) - 34. Il peggiore degli insegnanti (最低の先生?, Saitei no sensei) - 35. Un mondo di soli nemici (敵だけの世界?, Teki dake no sekai) - 36. Guerriera solitaria (孤独な戦士?, Kodokuna senshi) - 37. Numerose battaglie (戦いの蓄積?, Tatakai no chikuseki) - 38. Un compagno di cui potersi fidare (信じられる仲間?, Shinji rareru nakama) |                                      |                                                     |
| 5  | Zatch Bell! 5 | 18 aprile 2002 ISBN 4-09-126235-X    | —                                                   |
| 5  | Capitoli - 39. Le vacanze estive di Kiyomaro (清麿の夏休み?, Kiyomaro no natsuyasumi) - 40. Il paese dei gentiluomini (紳士の国?, Shinshi no kuni) - 41. Il castello del demone (古城の悪魔?, Kojō no akuma) - 42. Il coraggio di un eroe (不屈の勇者?, Fukutsu no yūsha) - 43. Il demone più grande (最大の魔物?, Saidai no mamono) - 44. Passa la paura (怖さを越えて?, Kowasa wo koete) - 45. Il padre di Kiyomaro (清麿の父?, Kiyomaro no chichi) - 46. Il manipolatore (操りし者?, Ayatsurishi mono) - 47. La foresta fatata (妖精の森?, Yōsei no mori) - 48. (奪われた記憶?, Ubawareta kioku)                                                              |                                      |                                                     |
| 6  | Zatch Bell! 6 | 18 luglio 2002 ISBN 4-09-126236-8    | —                                                   |
| 6  | Capitoli - 49. (不思議な踊り?, Fushigina odori) - 50. (呪文抜きの戦い?, Jumon nuki no tatakai) - 51. (戦士の覚悟?, Senshi no kakugo) - 52. (迷惑な再会?, Meiwakuna saikai) - 53. (大切な用?, Taisetsunayō) - 54. (無二の親友?, Muni no shinyū) - 55. (暗いトンネル?, Kurai tonneru) - 56. (メルメルメ～?, Meru-meru-me~) - 57. (その時まで?, So no tokimade) |                                      |                                                     |
| 7  | Zatch Bell! 7 | 18 ottobre 2002 ISBN 4-09-126237-6   | —                                                   |
| 7  | Capitoli - 58. (スズメの異変?, Suzume no ihen) - 59. (自由な男?, Jiyūna otoko) - 60. (底知れぬ力?, Sokoshirenu-ryoku) - 61. (清麿の強さ?, Kiyomaro no tsuyosa) - 62. (最大の術?, Saidai no jutsu) - 63. (公園の決闘?, Kōen no kettō) - 64. (感動の彫刻?, Kandō no chōkoku) - 65. (ダニーの力?, Danī no chikara) - 66. (やりとげた仕事?, Yaritogeta shigoto) |                                      |                                                     |
| 8  | Zatch Bell! 8 | 18 dicembre 2002 ISBN 4-09-126238-4  | —                                                   |
| 8  | Capitoli - 67. (最強のコンビ?, Saikyō no konbi) - 68. (空への電撃?, Sora e no dengeki) - 69. (凶暴な女?, Kyōbōna onna) - 70. (愛の手料理?, Ai no teryōri) - 71. (大切な人?, Taisetsuna hito) - 72. (危険な島?, Kikenna shima) - 73. (戦う勇気?, Tatakau yūki) - 74. (第五の術?, Daigo no jutsu) - Bonus Section. (二人の王女?, Futari no ōjo) |                                      |                                                     |
| 9  | Zatch Bell! 9 | 18 marzo 2003 ISBN 4-09-126239-2     | —                                                   |
| 9  | Capitoli - 75. (ガッシュの風邪?, Gasshu no kaze) - 76. (力の差?, Chikara no sa) - 77. (ゆるがない心?, Yuruganai kokoro) - 78. (幸せな1日?, Shiawasena ichi-nichi) - 79. (真のヒーロー?, Shin no hīrō) - 80. (姿なき狩人?, Sugata naki hantā) - 81. (獲物VS.狩人?, Emono VS. hantā) - 82. (狩られる側?, Kara reru soba) - 83. (未知の物体?, Michi no buttai) - 84. (石版の謎?, Sekiban no nazo) |                                      |                                                     |
| 10 | Zatch Bell! 10 | 18 aprile 2003 ISBN 4-09-126240-6    | —                                                   |
| 10 | Capitoli - 85. (頼れる兄?, Tayoreru ani) - 86. (兄ちゃんの戦い?, Nīchan no tatakai) - 87. (最後の希望?, Saigo no kibō) - 88. (不死身の理由?, Fujimi no riyū) - 89. (前に向かって?, Mae ni mukatte) - 90. (甘き強さ?, Amaki tsuyosa) - 91. (足りないもの?, Tarinaimono) - 92. (困難な道?, Konnanna michi) - 93. (飼い主は誰??, Kainushi wa dare?) - 94. (大切な役目?, Taisetsuna yakume) |                                      |                                                     |

## Volumi 11-20
| Nº | Titolo italiano | Data di prima pubblicazione                                                       | Data di prima pubblicazione |
| Nº | Titolo italiano | Giapponese                                                                        | Italiano                    |
| 11 | Zatch Bell! 11 | 18 giugno 2003 ISBN 4-09-126451-4                                                 | —                           |
| 11 | Capitoli - 95. (12人の刺客?, Jūni-nin no shikaku) - 96. (本の秘密?, Hon no himitsu) - 97. (第六の術?, Dairoku no jutsu) - 98. (30秒の勝機?, Sanjū-byō shōki) - 99. (王の風格?, Ō no fūkaku) - 100. (誠実な感じ?, Seijitsuna kanji) - 101. (最悪の相性?, Saiaku no aishō) - 102. (怒りの形相?, Ikari no keisō) - 103. (悪しき力?, Ashiki chikara) |                                                                                   |                             |
| 12 | Zatch Bell! 12 | 8 agosto 2003 ISBN 4-09-126452-2                                                  | —                           |
| 12 | Capitoli - 104. (再試合?, Ritānmatchi) - 105. (千年前の戦士?, Sennenmae no senshi) - 106. (感情なき敵?, Kanjō naki teki) - 107. (自業自得?, Jigōjitoku) - 108. (光?, Hikari) - 109. (ロードの正体?, Rōdo no shōtai) - 110. (手紙?, Tegami) - 111. (泣き虫?, Nakimushi) - 112. (キャンチョメの力?, Kyanchome no chikara) - 113. (力の電池?, Chikara no batterī) |                                                                                   |                             |
| 13 | Zatch Bell! 13 | 15 novembre 2003 ISBN 4-09-126453-0                                               | —                           |
| 13 | Capitoli - 114. (戦い方の選択?, Tatakai Kata no sentaku) - 115. (最大×最大?, Saidai × saidai) - 116. (約束?, Yakusoku) - 117. (V"の襲来?, "Bui" no shūrai) - 118. (光る球?, Hikarudama) - 119. (共同作戦!?, Konbinēshon sakusen) - 120. (パートナー?, Pātonā) - 121. (なつかない理由?, Natsuka nai riyū) - 122. (強い瞳?, Tsuyoi hitomi) - 123. (強く深く?, Tsuyoku fukaku)                                                                                         |                                                                                   |                             |
| 14 | Zatch Bell! 14 | 17 gennaio 2004 ISBN 4-09-126454-9                                                | —                           |
| 14 | Capitoli - 124. (心の会話?, Kokoro no kaiwa) - 125. (託された本?, Takusa reta hon) - 126. (ともに戦う?, Tomoni tatakau) - 127. (最強の魔物?, Saikyō no mamono) - 128. (一本の道?, Ippon no michi) - 129. (エマージェンシー?, Emājenshī) - 130. (完璧な格闘技?, Kanpekina kakutōgi) - 131. (強さを求めて?, Tsuyosa o motomete) - 132. (残るもの?, Nokoru mono) - 133. (守る王様?, Mamoru ōsama)                                                                      |                                                                                   |                             |
| 15 | Zatch Bell! 15 | 15 aprile 2004 ISBN 4-09-126455-7                                                 | —                           |
| 15 | Capitoli - 134. (一緒に歌おう?, Issho ni utaou) - 135. (何もしてない人?, Nani mo shi tenai hito) - 136. (僕の王様?, Boku no ōsama) - 137. (12人の仲間?, Jūni-nin no nakama) - 138. (強さの秘密?, Tsuyosa no himitsu) - 139. (石版の恐怖?, Han no kyōfu) - 140. (闇に指す光?, Yami ni sasu hikari) - 141. (もうひとつのかお?, Mō hitotsu no kao) - 142. (許せぬ者?, Yurusenu mono) - 143. (シェリーの線?, Sherī no sen)                                              |                                                                                   |                             |
| 16 | Zatch Bell! 16 | 18 giugno 2004 ISBN 4-09-126456-5                                                 | —                           |
| 16 | Capitoli - 144. (戦いの場へ…?, Tatakai no ba e...) - 145. (自動制御?, Ōtokontorōru) - 146. (石の呪縛?, Ishi no jubaku) - 147. (「月の石」の番人?, "Tsuki no ishi" no bannin) - 148. (戦慄の雄叫び?, Senritsu no otakebi) - 149. (最凶のふたり?, Sai kyō no futari) - 150. (かすかな光?, Kasukana hikari) - 151. (思わぬ光?, Omowanu hikari) - 152. (最後のワガママ?, Saigo no wagamama) - 153. (手をつないで…?, Shi tewotsunaide...)                                |                                                                                   |                             |
| 17 | Zatch Bell! 17 | 5 agosto 2004 ISBN 4-09-126457-3 (ed. regolare) ISBN 4-09-159023-3 (ed. limitata) | —                           |
| 17 | Capitoli - 154. (禁断の呪文?, Kindan no jumon) - 155. (第七の術?, Dainana no jutsu) - 156. (さあ ガッシュ?, Sā gasshu) - 157. (まだ終わらない?, Mada owaranai) - 158. (?, 本当の姿, Hontō no sugata) - 159. (お日様とお月様?, Ohisama to otsukisama) - 160. (今のために?, Ima no tame ni) - 161. (最後の仕返し?, Saigo no shikaeshi) - 162. (必ず、王に?, Kanarazu, ō ni) - Side Story. (ナゾナゾ博士とキッドの光の旅?, Nazonazo-hakase to kiddo no hikari no tabi) |                                                                                   |                             |
| 18 | Zatch Bell! 18 | 18 novembre 2004 ISBN 4-09-126458-1                                               | —                           |
| 18 | Capitoli - 163. (ただいま?, Tadaima) - 164. (気になる視線?, Ki ni naru shisen) - 165. (Q万能変形!?, Kyū bannō henkei!) - 166. (データ超越?, Dēta chōetsu) - 167. (ありえないもの?, Arienai mono) - 168. (贈り物を探せ!?, Okurimono o sagase!) - 169. (風を語る少年?, Kaze o kataru shōnen) - 170. (テッドとジード?, Teddo to jīdo) - 171. (オレの友達?, Ore no tomodachi) - 172. (バオウの力?, Baou no chikara)                                                     |                                                                                   |                             |
| 19 | Zatch Bell! 19 | 14 gennaio 2005 ISBN 4-09-126459-X                                                | —                           |
| 19 | Capitoli - 173. (臆病者じゃない?, Okubyōmono janai) - 174. (必ず元気に?, }Kanarazu genki ni) - 175. (闘志を燃やせ?, Tōshi o moyase) - 176. (建造物ではない何か?, Kenzōbutsude de wanai nanika) - 177. (オレのクラスメート?, Gasshu ate no tegami) - 178. (ガッシュ宛の手紙?, Ore no kurasumēto) - 179. (あのお方…?, Ano Okata...) - 180. (魔界での出会い?, Makai de no deai) - 181. (おそろしい姿?, Osoroshii sugata) - 182. (もう大丈夫?, Mōdaijōbu)               |                                                                                   |                             |
| 20 | Zatch Bell! 20 | 18 marzo 2005 ISBN 4-09-126460-3                                                  | —                           |
| 20 | Capitoli - 183. (カイルの叫び?, Kairu no sakebi) - 184. (オヨヨ?, Oyoyo) - 185. (芽生え?, Mebae) - 186. (怖い術?, Kowai jutsu) - 187. (清麿の雰囲?, Kiyomaro no funi) - 188. (リオウの力?, Riou no chikara) - 189. (ファウードの正体?, Faūdo no shōtai) - 190. (封印された魔物?, Fūin sa reta mamono) - 191. (バリーのライバル?, Barī no raibaru) - 192. (イヤな感じ?, Iyana kanji)                                                                                 |                                                                                   |                             |

## Volumi 21-30
| Nº | Titolo italiano | Data di prima pubblicazione              | Data di prima pubblicazione |
| Nº | Titolo italiano | Giapponese                               | Italiano                    |
| 21 | Zatch Bell! 21 | 15 luglio 2005 ISBN 4-09-127291-6        | —                           |
| 21 | Capitoli - 193. (キャンチョメの覚悟?, Kyanchome no kakugo) - 194. (「強い思い」?, "Tsuyoi omoi") - 195. (最後の術?, Saigo no jutsu) - 196. (新たな遭遇?, Aratana sōgū) - 197. (覚悟?, Kakugo) - 198. (王の資質?, Ō no shishitsu) - 199. (最初の試練?, Saisho no shiren) - 200. (メルメルメ～??, Merumerume~?) - 201. (脱出口?, Dasshutsukō) - 202. (真実の心?, Shinjitsu no kokoro)                                                                             |                                          |                             |
| 22 | Zatch Bell! 22 | 5 agosto 2005 ISBN 4-09-127292-4         | —                           |
| 22 | Capitoli - 203. (守るべきもの?, Mamorubeki mono) - 204. (迷路の先に…?, Meiro no saki ni...) - 205. (怖いけど…?, Kowai kedo...) - 206. (アースの思惑?, Āsu no omowaku) - 207. (攻防?, Kōbō) - 208. (王の資質?, Kibō no hikari) - 209. (ファウード復活?, Faūdo fukkatsu) - 210. (生き抜くために?, Ikinuku tame ni) - 211. (頭脳戦?, Zunōsen) - 212. (真実の心?, Saiaku no shinario)                                                                               |                                          |                             |
| 23 | Zatch Bell! 23 | 18 novembre 2005 ISBN 4-09-127293-2      | —                           |
| 23 | Capitoli - 213. (何が起ころうとも?, Nani ga okoroutomo) - 214. (王になれ?, Ō ni nare) - 215. (届かない声?, Todokanai koe) - 216. (拳にこめた想い?, Ken ni kometa omoi) - 217. (格の違い?, Kaku no chigai) - 218. (ファウード強奪?, Faūdo gōdatsu) - 219. (それぞれの覚悟?, Sorezore no kakugo) - 220. (勝算なき抵抗?, Shōsan naki teikō) - 221. (姿見えずとも?, Sugata miezutomo) - 222. (二人の決断?, Futari no ketsudan) - 223. (最後の笑顔?, Saigo no egao)  |                                          |                             |
| 24 | Zatch Bell! 24 | 17 marzo 2006 ISBN 4-09-120124-5         | —                           |
| 24 | Capitoli - 224. (絶望へのスタート?, Zetsubō e no sutāto) - 225. (脳への道?, Nō e no michi) - 226. (「ゴデュファ」の力?, "Godyufa" no chikara) - 227. (それぞれの役目?, Sorezore no yakume) - 228. (大きな違い?, Ōkinachigai) - 229. (計画通り?, Keikakudōri) - 230. (どうでもよくなった理由?, Dō demo yoku natta riyū) - 231. (数の鉄扉?, Sū no teppi) - 232. (ぬぐえぬ恐怖?, Nuguenu kyōfu) - 233. (助けを求めてる?, Tasuke o motome teru)                     |                                          |                             |
| 25 | Zatch Bell! 25 | 16 giugno 2006 ISBN 4-09-120420-1        | —                           |
| 25 | Capitoli - 234. (思い出してくれ?, Omoide shite kure) - 235. (はきだめの宝石?, Hakidame no hōseki) - 236. (ずっと見てんのは…?, Zutto mi ten no wa...) - 237. (仲間という光?, Nakama to iu hikari...) - 238. (大きく見える?, Ōkiku mieru) - 239. (段違いの強さ?, Danchigai no tsuyosa) - 240. (ライオンの目?, Raion no me) - 241. (何をやってんだ!??, Nani o yatten da!?) - 242. (まだ力が出せる?, Mada chikara ga daseru) - 243. (約束の絆?, Yakusoku no kizuna) |                                          |                             |
| 26 | Zatch Bell! 26 | 15 settembre 2006 ISBN 4-09-120590-9     | —                           |
| 26 | Capitoli - 244. (嬉しい戦い?, Ureshii tatakai) - 245. (立ちふさがる2体?, Tachifusagaru ni karada) - 246. (がんばれ僕?, Ganbare boku) - 247. (絶対にさせない?, Zettai ni sasenai) - 248. (不退転の決意?, Futaiten no ketsui) - 249. (背負った思い?, Shotta omoi) - 250. (希望の鐘?, Kibō no kane) - 251. (清麿が来るまで?, Kiyomaro ga kuru made) - 252. (最後のチャンス?, Saigo no chansu) - 253. (その声の主は…?, Sono goe no shiwa...)                        |                                          |                             |
| 27 | Zatch Bell! 27 | 16 dicembre 2006 ISBN 4-09-120698-0      | —                           |
| 27 | Capitoli - 254. (モモンの信じた人達?, Momon no shinjita hito) - 255. (新たな力?, Aratana chikara) - 256. (自ら墓穴を…?, Mizukara boketsu o...) - 257. (ファウード接近?, Faūdo sekkin) - 258. (ガッシュとゼオン?, Gasshu to zeon) - 259. (背負った思い?, Shotta omoi) - 260. (デュフォーの能力?, Dyufō no nōryoku) - 261. (バオウ・ザケルガ?, Baou zakeruga) - 262. (喰いつくす闇?, Kui tsukusu yami) - 263. (謎の攻撃?, Nazo no kōgeki)                         |                                          |                             |
| 28 | Zatch Bell! 28 | 16 marzo 2007 ISBN 978-4-09-121023-4     | —                           |
| 28 | Capitoli - 264. (スナイパー?, Sunaipā) - 265. (チェリッシュの狙い?, Cherisshu no nerai) - 266. (ティオの叫び?, Tio no sakebi) - 267. (この盾は強い!?, Kono tate wa tsuyoi!) - 268. (まだ前を向ける?, Mada mae o mukeru) - 269. (お前しかいない?, Omae shika inai) - 270. (言うことを聞くのだ?, Iu koto o kiku noda) - 271. (悲しき力?, Kanashiki chikara) - 272. (これが答えだ?, Kore ga kotaeda) - 273. (ゼオンの願い?, Zeon no negai)                         |                                          |                             |
| 29 | Zatch Bell! 29 | 18 giugno 2007 ISBN 978-4-09-121077-7    | —                           |
| 29 | Capitoli - 274. (ファウード暴走?, Faūdo bōsō) - 275. (この涙は知っている?, Kono namida wa shitte iru) - 276. (新しいクラス?, Atarashii kurasu) - 277. (アッハッハッ?, Ahhahhaa) - 278. (ゼオンの手紙?, Zeon no tegami) - 279. (この時が来た?, Kono toki ga kita) - 280. (王の特権?, Ō no tokken) - 281. (ゴームとミール?, Gōmu to mīru) - 282. (生きる喜び?, Ikiru yorokobi) - 283. (必ず伝える?, Kanarazu tsutaeru)                                            |                                          |                             |
| 30 | Zatch Bell! 30 | 18 settembre 2007 ISBN 978-4-09-121185-9 | —                           |
| 30 | Capitoli - 284. (クリア・ノート?, Kuria nōto) - 285. (あきらめろ?, Akiramero) - 286. (悪魔の目?, Akuma no me) - 287. (竜族の神童?, Ryū-zoku no shindō) - 288. (まだ上がある?, Mada ue ga aru) - 289. (魔物と魔界の光?, Mamono to makai no hikari) - 290. (最大術VS最大術?, Saidai jutsu VS saidai jutsu) - 291. (願いを託して?, Negai o takushite) - 292. (残り10か月?, Nokori jū-kagetsu) - 293. (特訓計画?, Kanarazu tsutaeru)                                |                                          |                             |

## Volumi 31-33
| Nº | Titolo italiano | Data di prima pubblicazione             | Data di prima pubblicazione |
| Nº | Titolo italiano | Giapponese                              | Italiano                    |
| 31 | Zatch Bell! 31 | 15 dicembre 2007 ISBN 978-4-09-121227-6 | —                           |
| 31 | Capitoli - 294. (キャンチョメの変化?, Kyanchome no henka) - 295. (新人タレント?, Shinjin tarento) - 296. (初めての友達?, Hajimete no tomodachi) - 297. (なんでそこまで?, Nande soko made) - 298. (はかり知れぬ強さ?, Hakari shirenu tsuyosa) - 299. (たとえ強くても?, Tatoe tsuyokute mo) - 300. (ライオンとカバ?, Raion to kaba) - 301. (もう、涙が…?, Mō, namida ga...) - 302. (背負ってる?, Shotteru) - 303. (ゴームの友達?, Gōmu no tomodachi) |                                         |                             |
| 32 | Zatch Bell! 32 | 1º gennaio 2008 ISBN 978-4-09-121296-2  | —                           |
| 32 | Capitoli - 304. (出発?, Shuppatsu) - 305. (頼もしき仲間?, Tanomoshiki nakama) - 306. (修行で得たもの?, Shugyō de eta mono) - 307. (友の道?, Tomo no michi) - 308. (みんなを守る?, Minna o mamoru) - 309. (また…明日?, Mata... ashita) - 310. (最強の味方?, Saikyō no mikata) - 311. (生涯の友?, Shōgai no tomo) - 312. (ブラゴの作戦?, Burago no sakusen) - 313. (「思い」を一つに…?, "Omoi" o hitotsu ni...)                                      |                                         |                             |
| 33 | Zatch Bell! 33 | 18 marzo 2008 ISBN 978-4-09-121399-0    | —                           |
| 33 | Capitoli - 314. (力の支配?, Chikara no shihai) - 315. (答えが…?, Kotae ga...) - 316. (あの輝きは…?, Ano kagayaki wa...) - 317. (ガッシュの仲間?, Gasshu no nakama) - 318. (さらなる仲間?, Saranaru nakama) - 319. (金色の本の「力」?, Konjiki no hon no "chikara") - 320. (卒業式?, Sotsugyōshiki) - 321. (最後の戦い?, Saigo no tatakai) - 322. (いざ さらば?, Iza saraba) - 323. (最終話 ガッシュからの手紙?, Saishūwa gasshu kara no tegami)    |                                         |                             |